# Mirnyj (Oblast' di Brjansk)
Mirnyj è una cittadina della Russia europea occidentale, situata nella oblast' di Brjansk. È dipendente amministrativamente dal rajon Gordeevskij.
Sorge nella parte sudoccidentale della oblast', presso il confine bielorusso, in vicinanza del corso del fiume Iput'.